# 伯奧克鎮區 (堪薩斯州朱厄爾縣)
伯奧克鎮區（英語：Burr Oak Township）為位在美國堪薩斯州朱厄爾縣的鎮區。2010年美国人口普查中該鎮區人口有226人。

## 地理
伯奧克鎮區涵蓋面積102.06平方（39.41平方英里）。該鎮區有伯奧克溪（Burr Oak Creek）、克魯克特奧格溪（Crooked Auger  Creek）、沃爾納特溪（Walnut Creek）以及沃爾夫溪（Wolf Creek）等溪流通過。

### 城市
- 伯奧克

### 鄰近鎮區
- 朱厄爾縣
  - 沃爾納特鎮區（北）
  - 傑克遜鎮區（東北）
  - 霍姆伍德鎮區（東）
  - 中央鎮區（東南）
  - 萊姆斯通鎮區（南）
  - 埃斯本鎮區（西南）
  - 懷特芒德鎮區（西）
  - 海蘭鎮區（西北）

### 墓園
此鎮區有2座墓園：貝克墓園（Baker Cemetery）以及伯奧克墓園（Burr Oak Cemetery）。

### 主要公路
- 28號堪薩斯州州道

## 外部連結
- U.S. Board on Geographic Names (GNIS)（页面存档备份，存于）
- United States Census Bureau cartographic boundary files（页面存档备份，存于）
- US-Counties.com
- City-Data.com（页面存档备份，存于）